# Foxford (stacja kolejowa)
Foxford (ang: Foxford railway station) – stacja kolejowa w miejscowości Foxford, w hrabstwie Mayo, w Irlandii. Znajduje się na linii Dublin – Westport/Galway. Została otwarta w 1868 roku, następnie zamknięta w 1963 i ponownie otwarta w 1988.
Stacja jest zarządzana i obsługiwana przez Iarnród Éireann. Jest to stacja przesiadkowa między Westport i Ballina.

## Linie kolejowe
- Dublin – Westport/Galway